# Alfred Bertheim
Alfred Bertheim (* 17. April 1879 in Berlin; † 17. August 1914 ebenda) war ein deutscher Chemiker, der als Mitarbeiter von Paul Ehrlich wesentlich zur Aufklärung der chemischen Struktur von Atoxyl und  bei der Entwicklung von Arsphenamin (Salvarsan) als Chemotherapeutikum beitrug.

## Leben
Bertheim studierte Chemie in Berlin und Straßburg und wurde 1901 in Berlin promoviert. Er arbeitete 1904/05 als Industriechemiker (Chemische Werke S. Herz in Bitterfeld). Von November 1905 bis zum Ausbruch des Ersten Weltkriegs war er Assistent von Paul Ehrlich. Ab 1906 war er mit Ehrlich am damals neu gegründeten Georg-Speyer-Haus in Frankfurt. Im Februar 1914 wurde er auf Vorschlag von Ehrlich wissenschaftliches Mitglied des Georg-Speyer-Hauses. Zu Beginn des Ersten Weltkriegs meldete er sich freiwillig und starb kurz danach bei einem Unfall am 17. August 1914 in Berlin.
Ehrlich hielt Salvarsan (bzw. dessen Ausgangspunkt Atoxyl)  zunächst für ein Anilid, erst in Zusammenarbeit mit Bertheim erkannte er die wahre Struktur (Arsensäure-Derivat). Die Aufklärung der Natur des Atoxyls war von wesentlicher Bedeutung für das weitere Vorgehen in der Variation der chemischen Struktur bei der Suche nach einem Chemotherapeutikum. Bertheim synthetisierte unter Ehrlich zahlreiche Derivate, darunter auch Salvarsan (Verbindung Nr. 606).

## Schriften
- Ueber die fluorescierende Verbindung aus Chlor-[alpha]-naphtochinonacetessigester, Schade, Berlin 1901.
- Handbuch der organischen Arsenverbindungen. Ferdinand Enke, Stuttgart 1913 (Chemie in Einzeldarstellungen; 4).